# Hans Rudolf Giger
Hans Rudolf Giger (Hans Ruedi Giger, znany jako H.R. Giger, czyt. [ˈɡi ɡɚ]) (ur. 5 lutego 1940 w Chur w Gryzonii, Szwajcaria, zm. 12 maja 2014 w Zurychu) – szwajcarski malarz, rzeźbiarz, scenograf i projektant, najbardziej znany ze stworzenia postaci ksenomorfa do filmu Obcy – ósmy pasażer Nostromo.

## Życiorys

### Młodość
Urodzony w rodzinie Hansa Richarda i Melly Gigerów. Już od najmłodszych lat miał nietypowe upodobania. Zawsze ubierał się na czarno, a w domu, w jednym z pokoi, w którym nie było okien, urządził swój pokój zabaw. Tam samodzielnie konstruował niektóre z zabawek, np. sztylety.
W roku 1963 przeprowadził się do Zurychu, gdzie studiował w Szkole Sztuki Użytkowej na wydziale architektury, projektowania wnętrz oraz projektowania przemysłowego. Rok później stworzył swoje pierwsze prace, głównie w tuszu i farbie olejnej. Po pierwszej wystawie w 1966 przyszły kolejne i wkrótce Giger otrzymywał tak wiele zamówień, że mógł całkowicie oddać się sztuce. Krótko po tym odkrył farbę w sprayu, dzięki której wykreował własny, unikatowy styl. Międzynarodowa publiczność po raz pierwszy usłyszała o nim w 1971, kiedy to wydał swoje pierwsze portfolio.

### Rozwój kariery
Twórczość Gigera jest często określana jako „biomechaniczna”, jako że świetnie opisuje istotę XX wieku, charakteryzującego się zdumiewającym postępem technologicznym. Prace Gigera pokazują w jaki sposób ów postęp zniewolił ludzkość, zmuszając ją do życia w symbiozie ze światem maszyn. Wiele jego prac przedstawia okropny świat przyszłości, zniszczony przez nuklearne opady – świat beznadziejnej alienacji, pozbawiony ludzi i zwierząt, zdominowany przez bezduszne wieżowce, plastik i stal.
Pierwszym projektem filmowym zleconym Gigerowi było wykonanie szkiców do filmu Diuna. Wziął również udział w realizacji filmu Ridleya Scotta Obcy – ósmy pasażer Nostromo. Jego wkład do filmu został 14 kwietnia 1980 nagrodzony Oscarem za Najlepsze Efekty Wizualne. Do tego filmu stworzył nie tylko postać tytułowego kosmity, zaprojektował również wygląd i wnętrze statków kosmicznych, a także drugiego kosmitę widocznego przez moment w filmie.
Giger stworzył też grafikę do komputerowych gier przygodowych Dark Seed oraz jej kontynuacji Dark Seed 2.
Prace Gigera można również znaleźć w branży muzycznej. Artysta projektował okładki albumów, zaprojektował statyw na mikrofon, a także sygnował limitowaną edycję gitar Ibanez.
Pomysł zaprojektowania i wykonania statywu do mikrofonu dla zespołu muzycznego (Korn) podsunął artyście jego agent. Giger od lidera zespołu dostał wolną rękę, jednakże musiał spełnić jeden warunek: podstawa miała być ruchoma i biomechaniczna.
Krytycy sztuki często opisują jego twórczość jako jednoczesne używanie mikroskopu i teleskopu, co służy odkryciu najgłębszych tajemnic ludzkiej psychiki. Jest to spojrzenie w głębokie pokłady nieświadomości, którą współczesna ludzkość woli negować lub ignorować.
Zmarł 12 maja 2014 roku w wyniku obrażeń doznanych po upadku ze schodów.

## Muzeum HR Gigera
W roku 1997 Giger sfinalizował umowę kupna twierdzy Chateau St. Germain w miasteczku Gruyères w Szwajcarii.
Twierdza została przebudowana na muzeum, w którym są wystawione kolekcje dzieł sztuki artysty z różnych okresów jego twórczości. Muzeum zawiera również dokumentacje projektów filmowych artysty.
W muzeum do ekspozycji należą również zaprojektowane przez Gigera meble.

## Bary
Giger postanowił także otworzyć w kilku miejscach na świecie własne bary. Pierwszy z nich powstał w jego rodzinnym mieście Chur. Artysta zaprojektował nie tylko sam budynek, ale także wystrój wnętrza. Wielkie otwarcie miało miejsce w roku 1992.
Drugi z kolei bar znajduje się naprzeciw muzeum, w Gruyères w Szwajcarii.
Dwa inne bary, w Japonii i Nowym Jorku, zostały zlikwidowane.